# عدنانيون
العدنانيون أو العرب العدنانية هي القبائل العربية التي تعود بأصلها إلى جد مشترك عرف عند النسابة والإخباريين العرب باسم عدنان وهو جد النبي محمد ﷺ وقال المؤرخون العرب من ولد النبي إسماعيل بن النبي إبراهيم  وكان بين الطوفان ومولد إبراهيم ألف وتسع وسبعون سنة، وكان بعضُ أهل الكتاب يقول: كان بين الطوفان ومولد إبراهيم ألف ومائتا وثلاث وستون سنة، وذلك بعد خلق آدم بثلاثة آلاف وثلثمائة سنة وسبع وثلاثين سنة. وقد روي عن عائشة قولها: 
| عدنانيون              | استقام نسب الناس إلى معد بن عدنان | عدنانيون |
| — فتح الباري لابن حجر |                                   |          |

ورغم تناقل المؤرخين العرب لهذا الاسم عن ابن إسحاق وابن السائب الكلبي، لم يرد في مؤلفات المؤرخين الكلاسيكيين كلمة «عدنان» ولا في الشعر الجاهلي إلا في بيت منسوب للبيد بن ربيعة وآخر للعباس بن مرداس ولا توجد أبحاث أركيولوجية تشير إليه ولم يذكر اسمه في العهد القديم ويوجد اختلاف كبير في ذكر عدد الآباء بين عدنان وإسماعيل وسبب الاختلاف نتيجة الخطأ في تعريب الأسماء العبرية من العهد القديم واختلاق الأسماء ووضع الأحاديث على النبي محمد في هذا الشأن بينما ذكر اسم معد ونزار كقبائل منفصلة وفي فترة واحدة في نقش النمارة.

## النقوش العربية الشمالية
عُثِر على اسم عدنان مرات عديدة في نقوش ثمودية مختلفة، ولكن أشير فقط على أنه أسم لشخص دون أن يخبر الكثير عنه. بينما في بعض النقوش نبطية. فقد أعطت عدنان نوعا من الأهمية أو التبجيل، حتى أن بعض الأنباط تسمى بأسمه ومن أمثله ذلك أسم عثر عليه وهو (عبد عدنان). هنا لا يقصد بأنه عدنان كان معبودا، لكن دل على تبجيلهم له، تماما كما سمى بعض العرب أبنائهم باسم «عبد» ثم ألحقها بأسم أبيه.

## أقسام عدنان

تفرع العدنانيون إلى شعب ضخم هم ولد نزار والذي انقسم إلى قسمين رئيسيين هما: مضر وربيعة. وأقسام أصغر كمثل إياد وقد أضاف بعض النسابين شعب قضاعة وعدهم من ولد معد بن عدنان.

### مضر
وهم بنو مضر بن نزار بن معد بن عدنان وقسمهم الإخباريون إلى قسمين:
- خندف:
  - مدركة بن خندف: قريش وكنانة وبنو أسد وعضل وهذيل.
  - طابخة بن خندف: تميم ومزينة والرباب وضبة.
  - قمعة بن خندف: منهم خزاعة على أحد الأقوال.[14]
- قيس عيلان:
  - عكرمة بن قيس عيلان: هوازن وسليم وثقيف ومازن ومحارب.
  - سعد بن قيس عيلان: غطفان وباهلة وغني والطفاوة.
  - عمرو بن قيس عيلان: فهم وعدوان.

ويتفرع من هذه الأقسام قبائل وعشائر كثيرة

### ربيعة
وهم بنو ربيعة بن نزار بن معد بن عدنان وقسمهم الإخباريون إلى قسمين:
- أسد:
  - عنزة بن أسد.
  - جديلة بن أسد: عبد القيس، النمر بن قاسط، تغلب بن وائل، بكر بن وائل، عنز بن وائل.
- ضبيعة: ويختلفون عن بني ضبيعة بن قيس بن ثعلبة البكرية ومنهم:
  - بنو بنانة.

ويتفرع من هذه الأقسام قبائل وعشائر كثيرة.

### قضاعة
اختلف في نسب قضاعة بين النسب العدناني والنسب الحميري فأما من جعل قضاعة من عدنان فقال هم بنو قضاعة بن معد بن عدنان  ومن قضاعة:
- بنو أسلم (جهينة ونهد وعذرة «وهم غير عذرة الكلبية»).
- بنو عمران (بنو كلب).
- بنو عمرو (خولان وبلي والمهرة).

## منازلهم
منازل العرب العدنانية في شمال بلاد اليمن في تهامة والحجاز ونجْد وما وراء ذلك شمالا إلى مشارف الشام والعراق، و هم يشكلون القبائل العربية التي أقامت ما بين "حويلة" إلى "شورة"، وكانت شورة عند برزخ السويس وحويلة عند خولان في شمال اليمن وبينهما الحجاز، ونجد وتهامة وجزيرة سيناء.

## اللغة

خريطة توزع اللغات السامية في شبه الجزيرة العربية

قال الشرقي بن قطامي : "إن عربية إسماعيل كانت أفصح من عربية يعرب بن قحطان وبقايا جرهم وحمير".

## الديانة قبل الإسلام
كانت العرب العدنانية قبل الإسلام على دين التوحيد و الحنيفية ملة جدهم إبراهيم عليه السلام حتى انتشرت بينهم الوثنية من الشام عبر عمرو بن لحي الخزاعي و من مشاهير الحنفاء العرب العدنانيين قبل الإسلام قس بن ساعد الإيادي و عامر ابن الظرب العدواني و خالد بن سنان العبسي الغطفاني و أمية بن أبي الصلت الثقفي و علاف بن شهاب التميمي و زهير بن أبي سلمى المزني و عبيد بن الأبرص الأسدي و كعب بن لؤي بن غالب و ورقة بن نوفل القرشي و الملتمس بن أمية الكناني

## الفروسية و الشجاعة و الخبرة الحربية

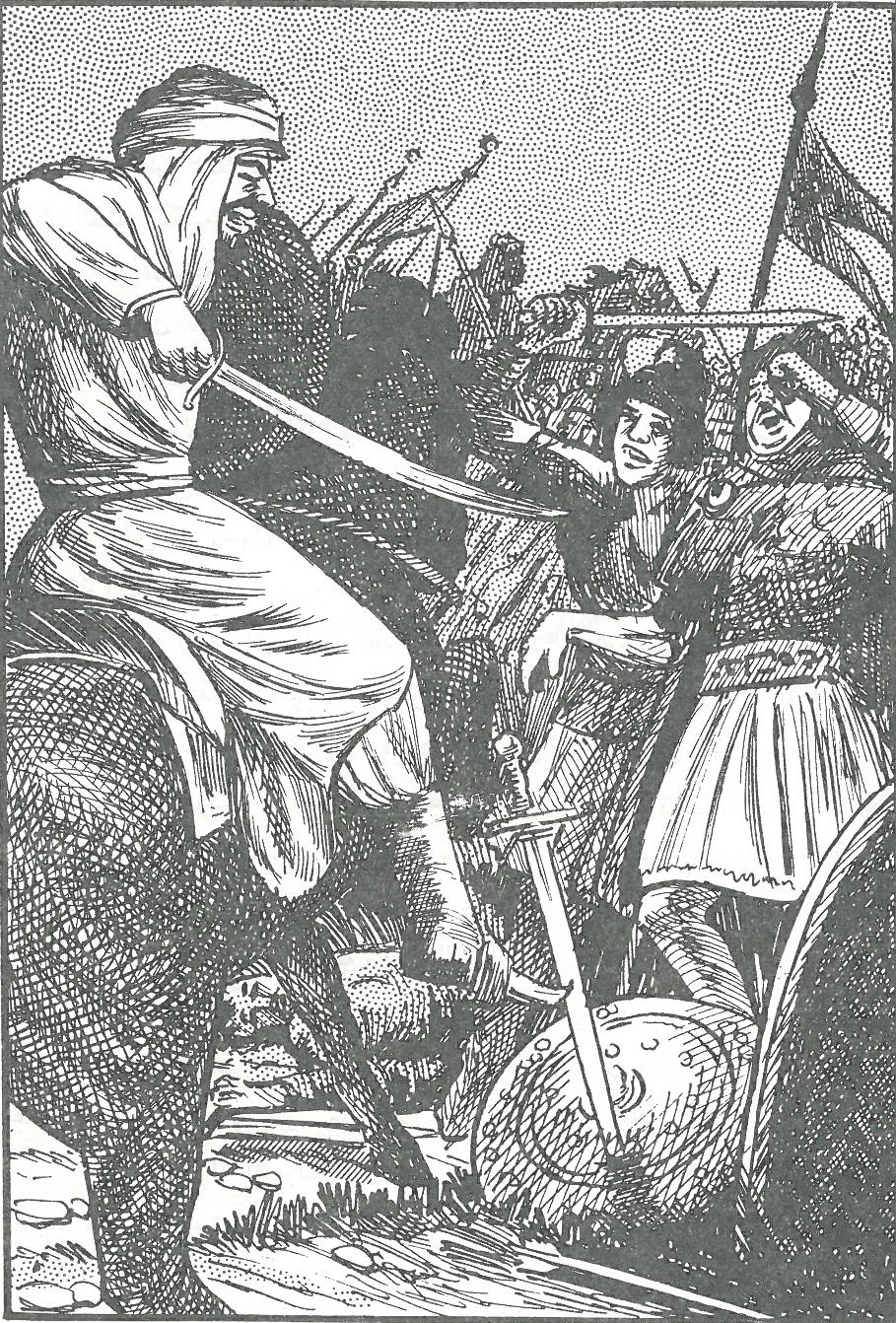
رسم تخيلي للقائد الإسلامي العربي الحجازي خالد بن الوليد بن المغيرة المخزومي القرشي الكناني المضري النزاري العدناني و هو يقاتل الجيش الروماني المسيحي في معركة اليرموك

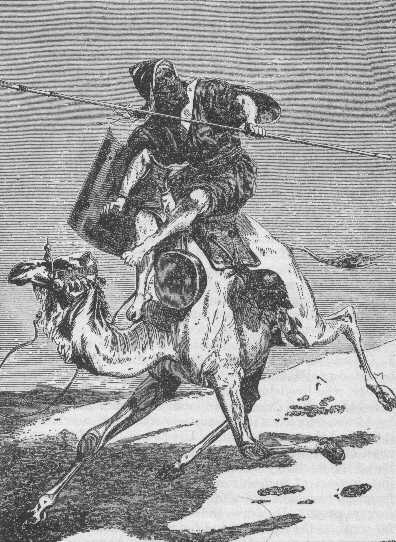
رسمة تخيلية للفارس النجدي عدي بن ربيعة بن الحارث الجشمي التغلبي الوائلي النزاري العدناني المعروف ب(الزير سالم أبي ليلى المهلهل)

القبائل العدنانية، قبائل خشنة شديدة المراس، القتال عندها طبيعة، ولو اتحدت وجمعت كلمتها ووحدت أمرها، لكانت قوة لا تغلب و الحروب بين القبائل العدنانية كثيرة بسبب طبع البداوة و مافيه من فردية و خصومة و تنازع و تحاسد لذلك قل اجتماع العرب العدنانية على ملك منهم بإستثناء ملكين هما وائل بن ربيعة بن الحارث التغلبي (كليب) من فرع ربيعة بن نزار و زهير بن جذيمة العبسي الغطفاني من فرع مضر بن نزار  و من أمجاد العرب العدنانية قبل الإسلام إنتصارهم في يوم خزاز و يوم ذي قار و يوم السلان و يوم طخفه و يوم حجر و يوم الكلاب الثاني و يوم البيداء و من أشهر الحروب الأهلية الكبرى بين العرب العدنانية حرب البسوس بين تغلب و بكر بن وائل، و حرب داحس و الغبراء بين فرعي غطفان من عبس و ذبيان، و حرب الفجار بين فرعي مضر من قيس عيلان و خندف

## ذكر أجدادهم في الشعر العربي

### ذكر إبراهيم عليه السلام
قد ذكر النبي إبراهيم عليه السلام و قصته مع ابنه إسماعيل عليه السلام  في قصيدة لأمية بن الصلت الثقفي :
| عدنانيون | وَلِإِبراهيمَ الموَّفي بِنَذرٍ اِحتِساباً وَحامِلَ الأَجزالِ بِكرَهُ لَم يَكُن ليَصبِرَ عَنهُ لَو رآهُ في مَعشَرٍ اَقتالِ أَبُنَيَّ إِنّي نَذَرتُكَ لِلَّهِ شَحيطاً فَاِصبِر فِدىً لَكَ حالي أَجابَ الغُلامُ أَن قالَ فيهِ كُلُّ شَيٍ لِلَّهِ غَيرُ اِنتِحالِ أَبُتي إِنَّني جَزَيتُكَ بِالَّلهِ تَقيّاً بِهِ عَلى كُلِ حالِ فَاِقضِ ما قَد نَذَرتَ لِلَّهِ وَاَكفُف عَن دَمي أَن يَمَسُّهُ سِربالي وَاِشدُد الصَفدَ لا أَحيدَ عَن السِكّينِ حَيدَ الأَسيرِ ذي الأَغلالِ إِنَّني آلَمُ المَحَزَّ وَإِنّي لا أَمَسُّ الأَذقانَ ذاتَ السِبالِ وَلَهُ مُديَةٌ تُخايَلُ في اللَحمِ حَذامٌ حَنِيَّةٌ كالهِلالِ جَعَلَ اللَهُ جيدَهُ مِن نُحاسٍ إِذ رَآهُ زَولاً مِنَ الأَزوالِ بَينَما يَخلَعُ السَرابيلَ عَنهُ فَكَّهُ رَبُّهُ بِكَبشٍ جُلالِ قالَ خُذهُ وَأَرسِل اِبنَكَ إِنّي لِلَّذي قَد فَعَلتُما غَيرُ قالِ والِدٌ يَتَّقي وَآخَرُ مَولودٍ فَطارا مِنهُ يَسمَعَ فِعالِ حَيِّ داودَ وَاِبنَ عادٍ وَموسى وَفُرَيعٌ بُنيانُهُ بِالثِقالِ إِنَّني زارِدٌ الحَديدِ الحعَلى الناسِ دُروعاً سَوابِغَ الأَذيالِ لا أَرى مَن يُعينَني في حَياتي غَيرَ نَفسي إلاّ بَني اِسرَلِ أَيُّما شاطِنٌ عَصاهُ عَكاهُ ثُمَّ يُلقى في السِجنِ وَالأَغلالِ وَلَهُ الدينُ واصِباً وَلَهُ المُلكُ وَحَمدٌ لَهُ عَلى كُلِّ حالِ | عدنانيون |

و قول الشاعر جرير بن عطيه الخطفي التميمي في مفاخرته بجده النبي إبراهيم عليه السلام على الجنوبيين :
| عدنانيون | أبونا خليل الله لا تنكرونه ... فأكرم بإبراهيم جدًّا ومفخرا وأبناء إسحاق الليوث إذا ارتدوا ... حمائل موت لابسينَ السّنَّورا إذا افتخروا عدوا الصبهبذ منهم ... وكسرى وعدوا الهرمزان وقيصرا أبونا أبو إسحاق يجمع بيننا ... أب لا نبالي بعده من تأخرا أبونا خليل الله, والله ربنا ... رضينا بما أعطى الإله وقدر | عدنانيون |

### الفخر بإسحاق عليه السلام
قال إسحاق بن سويد العدوي القرشي في تفاخره بإسحاق عليه السلام على القحطانية:
| عدنانيون | إذا افتخرت قحطان يوماً بسؤدد ** أتى فخرنا أعلى عليها وأسودا ملكناهم بدء بإسحاق عمنا ** وكانوا لنا عوناً على الدهر أعبدا ويجمعنا والغر أبناء فارس ** أب لا تبالي بعده من تفردا | عدنانيون |

### ذكر إسماعيل عليه السلام
قال شاعر من بني نزار بن معد في تفاخره بجده النبي إسماعيل عليه السلام:
| عدنانيون | وإسحاق وإسماعيل مدَّا ... معالي الفخر والحسب اللبابا فوارس فارس وبنو نزار ... كلا الفرعين قد كبرا وطابا | عدنانيون |

## الفروق بين عرب الشمال و عرب الجنوب

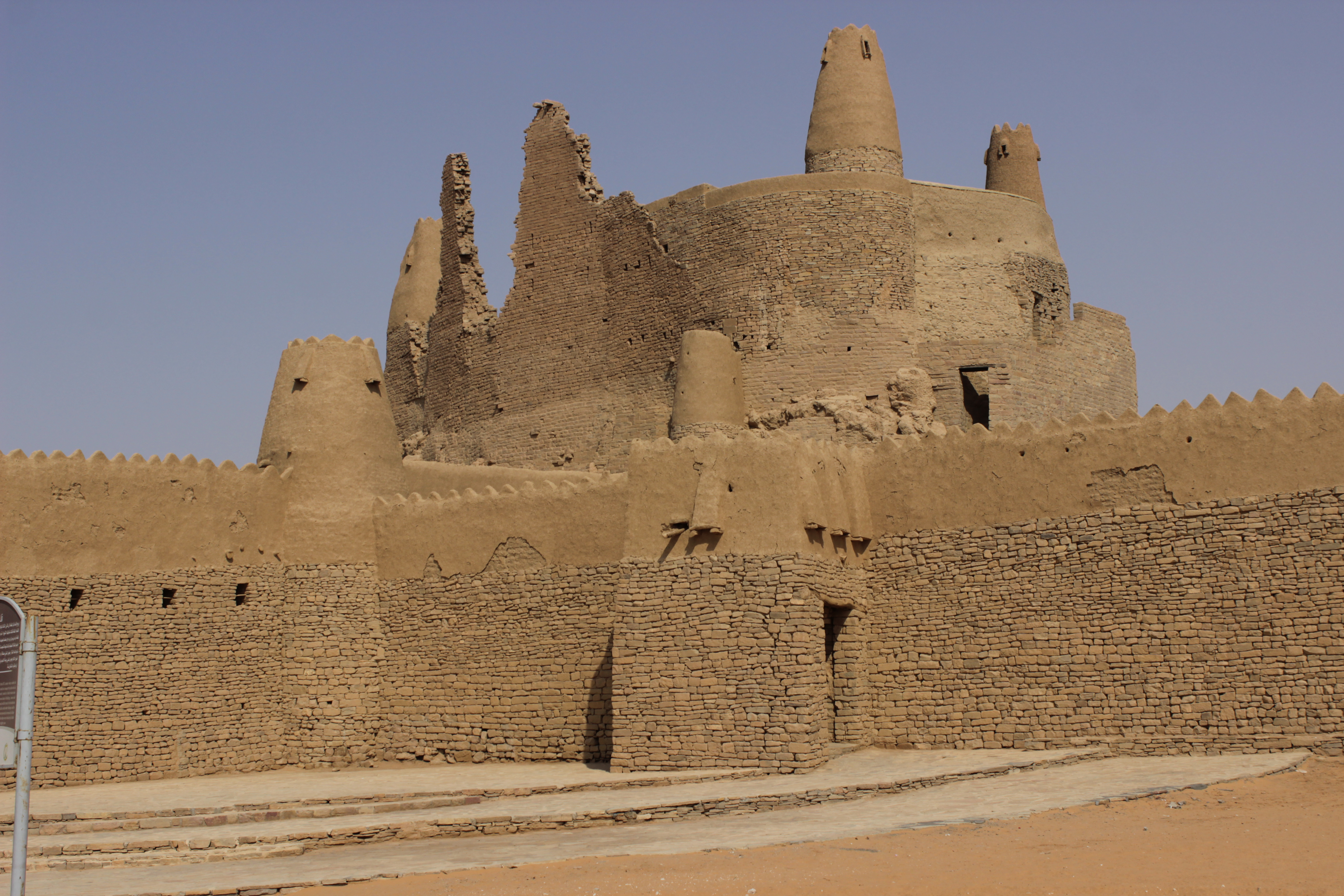
قلعة مارد في دومة الجندل كانت مقر حكم مملكة قيدار ابن إسماعيل عليه السلام

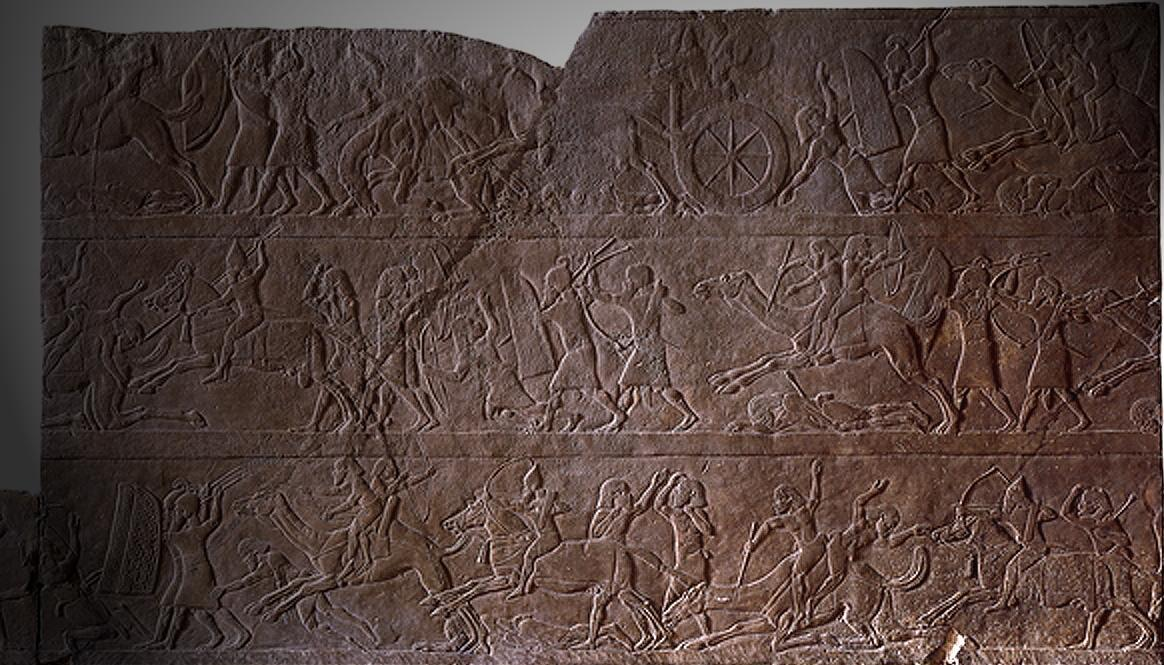
رسم آشوري يصور معركة قرقار 853 قبل الميلاد؛ يظهر فيه العرب القيداريين (بني قيدار بن إسماعيل) على جِمالهم يقاتلون الآشوريين، (معروض الآن في المتحف البريطاني).

كانت بشمال الجزيرة العربية مدن و مراكز لمجتمعات حضرية مستقرة ؛ ومن بينها مكة ويثرب والطائف و خيبر ووادي القرى والعلا وتيماء و اليمامة و الأحساء و دومة الجندل وغيرها، إلا ان الأغلبية في شمال الجزيرة العربية كانت من البدو الذين يعدون السكان الاصليين لهذه المنطقة و عرب الشمال في الأكثر هم أهل بيوت شعر وإبل ورحلة وغزو لا يستقرون في مكان؛ لأن معاشهم من كسب الإبل، والقيام عليها في ارتياد المرعى، وانتجاع المياه والنتاج والتوليد، وغير ذلك من مصالحها، والفرار بها من أذى البرد عند التوليد إلى القفار ودفئها وطلب التلول في المصيف للحبوب وبرد الهواء لا يبنون بيوتا، ولا ينشئون مدنا والغالب على أبناء إسماعيل البداوة, أي: حياة التنقل والغزو والرماية لذلك كانت ملاحظة التوراة عن إسماعيل من أنه سينشأ راميًا، ملاحظة حسنة تدل على تبصر بأمور "الإشماعيليين" الذين كانوا يقومون بالغزو ويرمون بالسهام و لكن مع بداية القرن الثالث ميلادي كانت منطقة شمال شبه الجزيرة العربية في تقدم و بدأت تظهر حركة التحضر و الاستقرار تدريجيا في عرب الشمال و نظم العرب العدنانية أنفسهم و أسسوا بالفعل الجيوش و أسسوا دارة الندوة بمكة و دار الحكماء بالطائف و نظموا حركة التجارة و القوافل من و إلى مكة و اليمامة و الطائف من خلال شبكة طرق تجارية، و أنشأ العرب العدنانية وقتها الأدب و الشعر العربي الفصيح ونظموا المهرجانات الثقافية في سوق عكاظوهكذا كان لطبيعة البلاد العربية ونوعية المناخ تأثيرا كبير على انماط العيش عند العرب وتحديد نشاطاتهم الاقتصادية, ففي قلب بلاد العرب حيث الصحاري والجفاف فرض على العربي ان يحيا البداوة والارتحال وتربية الإبل و المواشي, اما في الجنوب العربي حيث يجود المناخ وتغزو الأمطار فقد استقر العربي وتعاطى الاعمال الزراعية وتفنن في طرق الري وتشير الاحصاءات إلى ان أسلوب الحياة الحضري كان معظمه من سمات المهاجرين من الجنوب العربي فقط في منطقة شمال الجزيرة العربية، و على آية حال، فعرب الشمال كانوا يختلفون اختلافا واضحا عن عرب الجنوب من حيث النظام الاجتماعي واللغة و تولي المرأة زمام الأمور:
١- النظام الإجتماعي : كان عرب الشمال معظمهم من البدو من نوع البدو المعاصرين بإستثناء قريش و ثقيف و بني حنيفة و عبدالقيس ، في حين كان عرب الجنوب في معظمهم من سكان المدن و القرى ومن الحضر الذين يسكنون في بيوت ويستقرون في مدن و قرى عامرة
٢- تولي المرأة زمام الأمور : كان تقليد تولي النساء لزمام الحكم شائعا عند عرب الشمال مما لا يتصف بصفة الشيوع في تاريخ الجنوب، فتنص النقوش الاشورية القديمة على أسماء عدد من ملكات العرب اللاتي حكمن في مملكة قيدار في دومة الجندل في شمال الجزيرة العربية، وفي تاريخ الفتوحات التي تمت في عصر الرسول محمد (صلى الله عليه وسلم) نرى قصة امرأة عربية ذبيانية غطفانية تسمى ام قرفة باعتبارها ملكة على إحدى قبائل غطفان النجدية، كما ان قيادة سجاح التميمة لبني يربوع من تميم في حروب الردة وقيادة عائشة رضي الله عنها للجيش الاسلامي في موقعة الجمل لا تخلو من شبه بهذا التقليد البدوي القديم
٣- اللغة : وتختلف اللغة العربية العدنانية الفصحى من حيث الاعراب والتصريف ووضع الضمائر والاشتقاق واشياء أخرى عن لغة سكان الجنوب اي اللغة الحميرية المسندية، ولو أن كلتا اللغتين تشتركان في اصلهما السامي، ويتضح الفارق الظاهر بينهما كذلك في الأسماء الشخصية؛ فاسماء سكان الجنوب اشبه بأسماء البابليين في حين لا نجد تشابها بين أسماء عرب الشمال وبين اسمائهم، ويقال ان اتخاذ أسماء الكائنات من قبيلة اسد ونمر وثعلبة وكلب وما إلى ذلك يعد من خصائص أهل الشمال، كما يلاحظ تغلغل اللغة اليونانية في لغة العرب الشماليين مما لا وجود له في لغة الجنوبيين، لأنها من مقتضيات البداوة، ولذلك رأيت بينها كثيرا من أسماء الحيوانات؛ لكثرة وقوع أبصارهم عليها فألفوها، وأصبح لكل منها رمز عن خلق أو خصلة فسموا أبناءهم بها، وبعض أسماء عرب الشمال مأخوذ من الأوصاف أو المناقب مثل "سعيد، عامر، حسان، محمد"
٤- وتوجد فوارق أخرى خِلْقِيَّة بين عرب الشمال والجنوب ترجع إلى لون البشرة وشكل الرأس وطول القامة؛ فأهل الشمال العرب العدنانيون يغلب عليهم جمال الوجه واستدارته،
وكبر الرأس وطول القامة، والبياض الضارب إلى السمرة، وهي خصائص الجنس السامي، أما أهل اليمن، فقليلا ما تتوفر فيهم هذه الصفات السامية، بل يغلب عليهم السواد، وتشبه سحنهم من وجوه كثيرة سحنة الإفريقيين من الأحباش.